# Jeremy Issacharoff

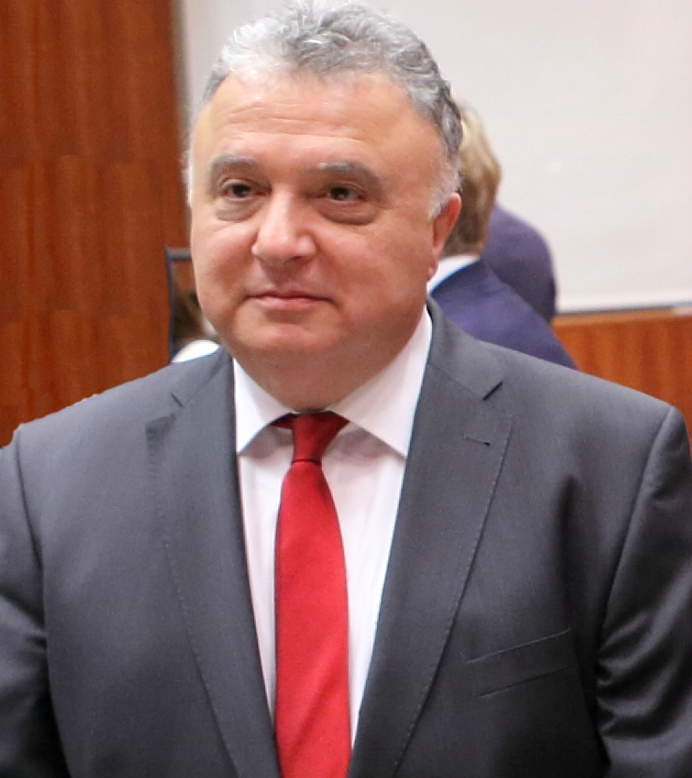
Jeremy Issacharoff, 2017

Jeremy Nissim Issacharoff (hebräisch ג'רמי ניסים יששכרוף; * 1955 in London) ist ein israelischer Diplomat und war von August 2017 bis April 2022 Botschafter Israels in Deutschland.

## Leben
Jeremy Issacharoff trat 1982 in den diplomatischen Dienst ein, arbeitete unter anderem als Berater von Benjamin Netanjahu in dessen Amtszeit als Israels UN-Botschafter (1986–1989). Später beriet er die israelische Botschaft in Washington.
Zwischen 2003 und 2008 war Issacharoff Mitglied des UN-Beraterausschusses für Abrüstung, zwischen 2010 und 2014 Botschafter für strategische Angelegenheiten im Außenministerium und dort unter anderem für Abrüstung und Iran zuständig. Von 2014 bis 2017 war er Vize-Generaldirektor des israelischen Außenministeriums. Am 4. April 2017 ernannte ihn der israelische Staatspräsident Reuven Rivlin zum Botschafter des Staates Israel in Deutschland. Am 17. März 2020 wurde Issacharoff positiv auf die Atemwegserkrankung COVID-19 getestet, woraufhin die israelische Botschaft in Berlin geschlossen wurde. Im April 2022 wurde er als Botschafter abberufen. Ihm folgte Ron Prosor nach.

## Wirken
Am 29. August 2017, dem Tag seiner Akkreditierung, nahm Issacharoff an einer Gedenkveranstaltung am „Gleis 17“ im Bahnhof Grunewald für die Opfer des Nazi-Regimes teil. Von hier aus hatte das NS-Regime 1941–1945 über 50.000 deutsche Juden deportiert und größtenteils ermordet.

## Privates
Jeremy Issacharoff ist verheiratet mit Laura Kam und hat zwei Söhne und eine Tochter.

## Kritik
Die Berufungskommission des israelischen Außenministeriums erntete Kritik, nachdem das Komitee Issacharoff vor acht weiteren Kandidaten wählte, von denen die meisten der deutschen Sprache mächtig sind.
Aufgrund eines geplanten Treffens des deutschen Außenministers Sigmar Gabriel mit Vertretern von Schovrim Schtika („Breaking the Silence“) und B’Tselem sagte Ministerpräsident Benjamin Netanjahu ein Treffen mit Gabriel ab. Einer von Issacharoffs beiden Söhnen ist Sprecher von „Schovrim Schtika“, einer der Organisationen, um die es damals ging.